# Championnat de Namibie de football 2014-2015
Navigation
Édition précédente Édition suivante
La saison 2014-2015 du Championnat de Namibie de football est la vingt-troisième édition de la Premier League, le championnat de première division national namibien. Les équipes engagées sont regroupées au sein d'une poule unique où elles affrontent deux fois leurs adversaires, à domicile et à l'extérieur. En fin de saison, les trois derniers du classement sont relégués et remplacés par les trois meilleurs clubs de deuxième division.
C'est le club d'African Stars FC qui remporte la compétition cette saison après avoir terminé en tête du classement, avec sept points d'avance sur le quadruple tenant du titre, Black Africa FC et douze sur Tura Magic FC. C'est le troisième titre de champion de Namibie de l'histoire du club.
Avant le début de la saison, Ramblers FC cède sa licence en Premier League à la formation d'Unam FC, qui représente l'Université de Namibie.

## Participants
- Unam FC
- Tura Magic FC
- United Stars FC
- Eleven Arrows FC
- African Stars FC
- Civics FC
- Blue Waters FC
- Rebels FC - Promu de D2
- United Africa Tigers FC
- Black Africa FC
- Orlando Pirates Windhoek
- Benfica Tsumeb - Promu de D2
- Touch & Go FC - Promu de D2
- Julinho Sporting - Promu de D2
- Citizens FC - Promu de D2
- Mighty Gunners FC - Promu de D2

## Compétition

### Classement
Le classement est établi sur le barème de points classique : victoire à 3 points, match nul à 1, défaite à 0.
| Rang | Équipe                   | Pts | J  | G  | N  | P  | Bp | Bc | Diff |
| ---- | ------------------------ | --- | -- | -- | -- | -- | -- | -- | ---- |
| 1    | African Stars FC         | 68  | 30 | 21 | 5  | 4  | 52 | 15 | +37  |
| 2    | Black Africa FCT         | 61  | 30 | 17 | 10 | 3  | 51 | 21 | +30  |
| 3    | Tura Magic FC            | 56  | 30 | 16 | 8  | 6  | 53 | 28 | +25  |
| 4    | United Africa Tigers FCC | 55  | 30 | 16 | 7  | 7  | 45 | 24 | +21  |
| 5    | Blue Waters FC           | 52  | 30 | 14 | 10 | 6  | 45 | 32 | +13  |
| 6    | Orlando Pirates Windhoek | 50  | 30 | 15 | 5  | 10 | 40 | 35 | +5   |
| 7    | Civics FC                | 44  | 30 | 11 | 11 | 8  | 34 | 25 | +9   |
| 8    | Mighty Gunners FCP       | 39  | 30 | 11 | 6  | 13 | 40 | 42 | -2   |
| 9    | Citizens FCP             | 37  | 30 | 9  | 10 | 11 | 33 | 35 | -2   |
| 10   | Unam FC                  | 37  | 30 | 9  | 10 | 11 | 35 | 44 | -9   |
| 11   | United Stars FC          | 34  | 30 | 10 | 4  | 16 | 31 | 43 | -12  |
| 12   | Eleven Arrows FC         | 33  | 30 | 8  | 9  | 13 | 39 | 45 | -6   |
| 13   | Julinho SportingP        | 32  | 30 | 9  | 5  | 16 | 28 | 54 | -26  |
| 14   | Touch & Go FCP           | 31  | 30 | 8  | 7  | 15 | 38 | 50 | -12  |
| 15   | Rebels FCP               | 18  | 30 | 4  | 5  | 20 | 20 | 54 | -34  |
| 16   | Benfica TsumebP          | 14  | 30 | 3  | 5  | 22 | 20 | 57 | -37  |

|  | Champion de Namibie 2014-2015                                                           |
|  | Relégation directe en deuxième division                                                 |
|  | T : Tenant du titre C : Vainqueur de la Coupe de Namibie P : Promu de deuxième division |

## Bilan de la saison
| Championnat de Namibie de football 2014-2015                        |                             |
| Champion                                                            | African Stars FC (3e titre) |
| Coupes et trophées                                                  |                             |
| Vainqueur de la Coupe de Namibie 2014-2015                          | United Africa Tigers FC     |
| Qualifications continentales                                        |                             |
| Ligue des champions de la CAF 2016                                  | Aucun                       |
| Coupe de la confédération 2016                                      | Aucun                       |
| Promotions et relégations                                           |                             |
| Promus en Championnat de Namibie de football                        | Flamingoes FC               |
| Promus en Championnat de Namibie de football                        | Rundu Chiefs FC             |
| Promus en Championnat de Namibie de football                        | Young Chiefs FC             |
| Relégués en Championnat de Namibie de football de deuxième division | Touch & Go FC               |
| Relégués en Championnat de Namibie de football de deuxième division | Rebels FC                   |
| Relégués en Championnat de Namibie de football de deuxième division | Benfica Tsumeb              |